# Аварія в бухті Чажма
Ава́рія в бу́хті Чажма — радіаційна аварія на атомному підводному човні К-431 Тихоокеанського флоту, дислокованому в бухті Чажма, що потягла за собою людські жертви і радіоактивне зараження довкілля.

## Аварія
10 серпня 1985 року на атомному підводному човні К-431 проєкту 675, який перебував біля пірсу № 2 судноремонтного заводу ВМФ в бухті Чажма (селище Шкотово-22) затоки Стрілець (Японське море), де проводилася перезавантаження активних зон реакторів ядерним паливом.
Роботи проводилися з порушеннями вимог ядерної безпеки і технології: використовувалися позаштатні підйомні пристосування. Реактор правого борту був перезаряджений нормально.
При підйомі (т. зв. «підрив») кришки реактора з реактора піднялася компенсаторна решітка і поглиначі. У цей момент на швидкості, що перевищує дозволену в бухті, повз пройшов торпедний катер. Піднята ним хвиля призвела до того, що плавучий кран, який утримував кришку, підняв її ще вище, і реактор вийшов на пусковий режим, що викликало тепловий вибух. Миттєво загинули 11 (за іншими повідомленнями — 10) офіцерів і матросів, які здійснювали операцію. Тіла загиблих були знищені вибухом. Пізніше, при пошуках в гавані, були знайдені невеликі фрагменти тіл.
У центрі вибуху рівень радіації, визначений згодом за вцілілим золотим кільцем одного із загиблих офіцерів, становив 90 000 рентген на годину. На підводному човні почалася пожежа, яка супроводжувався потужними викидами радіоактивного пилу і пари. На думку експерта Олексія Митюнина, вся активна зона реактора в результаті була викинута за межі човна. Очевидці, які гасили пожежу, розповідали про великі язики полум'я і клуби бурого диму, який виривався з технологічного отвору в корпусі човна. Кришка реактора вагою в кілька тонн була відкинута на сотню метрів.
Займалися гасінням непідготовлені співробітники — працівники судноремонтного підприємства та екіпажі сусідніх човнів. При цьому у них не було ні спецодягу, ні спецтехніки. Гасіння пожежі тривало близько двох з половиною годин. Фахівці аварійної флотської команди прибули на місце аварії через три години після вибуху. В результаті неузгоджених дій сторін ліквідатори перебували на зараженій території до двох годин ночі в очікуванні нового комплекту одягу на заміну зараженого.
На місці аварії був встановлений режим інформаційної блокади, завод був оточений, пропускний режим заводу посилено. Увечері того ж дня був відключений зв'язок селища з зовнішнім світом. При цьому ніяка попереджувальна та роз'яснювальна робота з населенням не проводилася, через що населення отримало дозу радіаційного опромінення.
Відомо, що загалом в результаті аварії постраждали 290 осіб. З них десять загинули в момент аварії, у десяти зафіксована гостра променева хвороба, у тридцяти дев'яти — променева реакція.
Через те, що підприємство є режимним, в основному постраждали військовослужбовці, які одними з перших приступили до ліквідації наслідків катастрофи.

## Наслідки аварії
Вісь радіоактивних опадів перетнула півострів Дунай у північно-західному напрямку і вийшла до моря на узбережжі Уссурійської затоки. Довжина шлейфу на півострові склала 5,5 км (далі випадання аерозольних частинок відбувалося на поверхню акваторії до 30 км від місця викиду).
В результаті аварії сформувався осередок радіоактивного забруднення дна акваторії бухти Чажма. Область інтенсивного радіоактивного забруднення була зосереджена в районі аварії і в межах ПЕД > 240 мкР/год займає площу близько 100 000 м². У центральній частині осередку ПЕД становить 20-40 мР/год (максимум 117 мР/год за станом на 1992 рік). Під дією течій радіоактивне забруднення поступово переміщалося у напрямку до виходу з бухти Чажма. Радіоактивність донних відкладень обумовлена, в основному, кобальтом-60 (внесок в забруднення 96-99 %, період напіврозпаду кобальту-60 приблизно дорівнює 5,27 року) і частково цезієм-137.
Корпус човна К-431 дав течу, і його відбуксирували з допомогою понтонів на довгострокове зберігання в бухту Павловського.
Разом з ним визнано непридатним для подальшої експлуатації внаслідок радіаційного забруднення, човен К-42 проєкту 627А, що стояв поруч, і який відбуксирували на ту ж стоянку.

## Пам'ять
На місці аварії 10 загиблим офіцерам і матросам поставлений пам'ятник-поховання.